# Tetranychus truncatus
Tetranychus truncatus är en spindeldjursart som beskrevs av Ehara 1956. Tetranychus truncatus ingår i släktet Tetranychus och familjen Tetranychidae. Inga underarter finns listade i Catalogue of Life.